# Большая Пайпудына
Большая Пайпудына (устар. Большая Пай-Пудына) — река в Приуральском районе Ямало-Ненецкого АО. Устье находится в 157 км от устья Соби по левому берегу, в 2 км восточнее заброшенного посёлка Полярный. Длина реки 55 км, площадь водосборного бассейна — 626 км², в 4 км по правому берегу впадает приток Малая Пайпудына.

## Данные водного реестра
По данным государственного водного реестра России относится к Нижнеобскому бассейновому округу, водохозяйственный участок реки — Обь от впадения реки Северная Сосьва до города Салехард, речной подбассейн реки — бассейны притоков Оби ниже впадения Северной Сосьвы. Речной бассейн реки — (Нижняя) Обь от впадения Иртыша.
Код объекта в государственном водном реестре — 15020300112115300031548.